# 1-deossi-D-xilulosio-5-fosfato sintasi
La 1-deossi-D-xilulosio-5-fosfato sintasi è un enzima appartenente alla classe delle transferasi, che catalizza la seguente reazione:
piruvato + D-gliceraldeide 3-fosfato ⇄ 1-deossi-D-xilulosio 5-fosfato + CO2
L'enzima richiede tiamina pirofosfato ed è parte della via biosintetica dei terpenoidi alternativa a quella del mevalonato.